# Bebês (documentário)
Bebês (em inglês: Babbies) é um documentário francês criado e dirigido por Thomas Balmés.

## Sinopse
A produção conta a história de quatro bebês de diferentes partes do mundo. Ponjiao que vive em uma tribo na Namíbia, África; Bayarjargal "Bayar" que mora em uma cabana ao redor do Deserto de Gobi; Mari que vive em um arranha-céu no Japão e Hattie que mora em uma casa em São Francisco, nos Estados Unidos. Na obra é mostrado o desenvolvimento dos bebês, fazendo comparações de acordo com as culturas e costumes de onde residem.